# SSV Hagen
SSV Hagen is een Duitse sportclub uit Hagen, Noordrijn-Westfalen. De club is het meest bekend voor zijn voetbalafdeling, maar is ook actief in judo, tafeltennis, wielrennen, gewichtheffen, jiu-jitsu, gymnastiek en jazzballet. Voorheen was de club ook in basketbal actief, die afdeling werd in 1974 Duits landskampioen.

## Geschiedenis
De club werd in 1905 opgericht als Hagener FC 1905. De club was aangesloten bij de West-Duitse voetbalbond en speelde in 1908 voor het eerst in de hoogste klasse, toen in de Markse competitie. Na twee middenmootseizoenen ging de club in de Noordrijncompetitie spelen. In 1911/12 werd de club samen met Cronenberger SC 02 groepswinnaar, maar verloor de finale om de titel met 1:2. Na een middenmootplaats veranderde de club opnieuw van competitie en ging in de Ruhrcompetitie spelen, maar niet in de hoogste klasse. In 1915 speelde de club wel weer op het hoogste niveau, maar de competitie was door het uitbreken van de Eerste Wereldoorlog in meerdere reeksen opgesplitst. Hagen werd kampioen van district Sauerland, maar er was geen verdere eindronde meer voor de algemene titel.
In 1919 sloot de club zich aan bij TSV Hagen 1860 en speelde verder onder die naam. De club ging nu in de Bergisch-Markse competitie spelen. In 1920/21 waren er vier reeksen die na één seizoen werden samen gevoegd, omdat de club slechts in de middenmoot eindigde kwalificeerden ze zich hier niet voor. In 1922 werd de Zuidwestfaalse competitie opgericht en speelde de club weer in de hoogste klasse. In 1924 besliste de Deutsche Turnerschaft dat balsportclubs niet meer onder één zelfde dak mochten ondergebracht worden als turnclubs waardoor de voetballers opnieuw zelfstandig werden van TSV 1860. De clubnaam werd nu veranderd in Hagener SC 05. Na enkele jaren middenmoot doorbrak de club in 1926/27 de hegemonie van Sportfreunde Siegen en werd kampioen. Hierdoor plaatste de club zich voor de West-Duitse eindronde waar ze laatste werden op zeven clubs. De volgende seizoenen moest de club stadsrivalen TuRV 1872 Hagen en SpVgg Hagen 1911 voor laten gaan en eindigde de club in de middenmoot. In 1933 kwam de NSDAP aan de macht in Duitsland en zij herstructureerden de competitie. De West-Duitse bond werd ontbonden en er kwamen drie Gauliga's in de plaats van de acht bestaande competities. De club moest gedwongen fuseren met rivaal SpVgg 1911 en werd nu Deutscher SC Hagen.
Na de Tweede Wereldoorlog werden beide clubs weer zelfstandig. De nieuwe naam voor de club was SSV Hagen. Er kwam een Westfaalse competitie waar de club laatste werd. In 1947 werd de Oberliga West opgericht als hoogste klasse en in 1948 promoveerde Hagen weer naar de Westfaalse competitie, dat toen de tweede klasse was. In de eindrondewedstrijden om promotie kwamen er 40.000 toeschouwers. In 1949 werd de II. Oberliga ingevoerd als tweede klasse en hier plaatste de club zich niet voor, maar na één seizoen promoveerde de club. Na een middelmatig eerste seizoen werd SSV in het tweede seizoen elfde op zeventien, maar omdat de competitie werd teruggebracht van twee reeksen naar één reeks degradeerde de club. In 1960 verloor de club in de eindronde om promotie van BV Selm, maar omdat deze club uiteindelijk verzaakte aan promotie mocht Hagen de plaats innemen, echter kon de club het behoud niet verzekeren.
In 1966 nam de club intrek in het huidige Ischeland-Stadion en verliet het Stadion Höing, dat in 1973 afgebroken werd. De club promoveerde dat jaar naar de Regionalliga, die na de invoering van de Bundesliga als tweede klasse fungeerde. Echter kon de club ook nu het behoud niet verzekeren. Gemiddeld aantal toeschouwers in deze tijd was 10.000. In de jaren zeventig en tachtig ging de club op en neer tussen de Verbandsliga en de Landesliga. In 1988 verzeilde de club in zware financiële problemen. Sommige afdelingen werden zelfstandig, zoals de basketafdeling. De voetballers startten opnieuw als FSV Hagen dat in 1993 de naam SSV Hagen-Fußball aannam. In deze tijd speelde de club in de Bezirksliga. In 1997 kwam er weer een overkoepelende vereniging SSV Hagen boven de voetbalafdeling te staan die meerdere sporten aanbood. In 1998 promoveerde de club naar de Landesliga en in 2004 naar de Verbandsliga, toen nog de vijfde klasse. De club raakte opnieuw in financiële moeilijkheden en moest enkele spelers laten gaan om een nieuw faillissement af te wenden. In 2010 degradeerde de club naar de Bezirksliga en vroeg het faillissement aan, maar kon dat ternauwernood nog herroepen. De club kreeg echter geen volwaardig team opgesteld en moest zich voor de seizoensstart terugtrekken, net als het reserve-elftal, waardoor ze dat seizoen enkel jeugdploegen opstelden. In 2011/12 startte de club opnieuw met een eerste elftal in de Kreisklasse A.

## Erelijst
Kampioen Ruhr-Sauerland
1916
Kampioen Zuidwestfalen
1927